# Cuartetos de cuerda, op. 76 (Haydn)

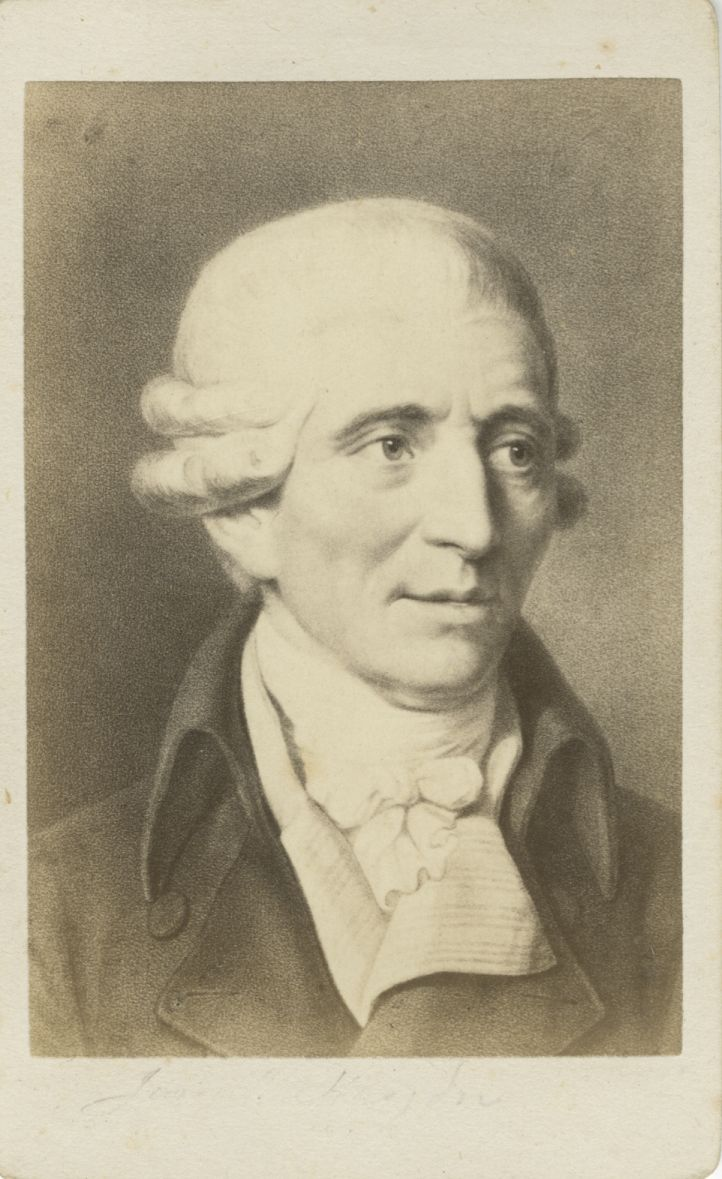
Joseph Haydn

Los seis cuartetos de cuerda, op. 76, de Joseph Haydn, fueron compuestos hacia 1797 o 1798 y dedicados al conde húngaro Joseph Georg von Erdődy (1754–1824). Forman el último conjunto completo de cuartetos de cuerda que compuso Haydn. En ese momento, Haydn trabajaba en la corte del príncipe Nicolaus Esterházy II y estaba componiendo el oratorio La creación, así como la misa anual para la princesa Maria Hermenegild Esterházy.
Aunque los relatos dejados por los visitantes de la finca de los Esterházy indican que los cuartetos se completaron en 1797, un acuerdo de exclusividad hizo que no se publicaran hasta 1799. La correspondencia entre Haydn y sus editores vieneses Artaria revela cierta confusión en cuanto a su lanzamiento: Haydn había prometido Longman Clementi & Co. de Londres los primeros derechos de publicación, pero la falta de comunicación lo llevó a preocuparse de que su publicación en Viena se adelantara. Al final, su publicación en Londres y Viena fue casi simultánea.

Estos cuartetos se encuentran entre las obras de cámara más ambiciosas de Haydn, se desvían más que sus predecesores de la forma sonata estándar y cada uno enfatiza su continuidad temática a través del intercambio continuo de motivos entre instrumentos. Además de no usar la forma sonata esperada en algunos de los primeros movimientos de los cuartetos de cuerda, Haydn emplea formas poco comunes en otros movimientos como un canon y una fantasía. También plantea marcas de tempo, armaduras y muchas secciones que enfatizan la viola y el violonchelo. Charles Burney escribió a Haydn elogiando estas innovaciones:
... están llenos de invención, fuego, buen gusto y nuevos efectos, y parecen la producción, no de un genio sublime que ya ha escrito tanto y tan bien, sino de uno de esos talentos altamente cultivados, que no habían gastado ninguno de sus fuegos antes.
El conjunto es una de las colecciones de cuartetos de cuerda más renombradas de Haydn.

## N.º 1 ("Jack-in-the-box")
Este cuarteto en sol mayor está numerado de diversas maneras como n.º 60, n.º 40 (en la Primera edición de Haydn (FHE) y N.º 75 (en el catálogo de Hoboken, donde su designación completa es Hob. III:75). Recibe el sobrenombre de Jack-in-the-box por la coda humorísticamente sorprendente de su final. Consta de cuatro movimientos:
- Allegro con spirito

- Adagio sostenuto

- Menuetto. Presto

- Allegro ma non-troppo

Aunque su firma clave de apertura indica que la obra está en sol mayor, el cuarteto entra y sale en sol menor y el último movimiento comienza en sol menor.

### I. Allegro con spirito
Un alla breve escrito en sol mayor, está en forma sonata. Después de una breve introducción, la exposición comienza en el compás 3, terminando en la tonalidad dominante de re mayor en el compás 88. La sección de desarrollo dura desde el compás 89 al 139, y la recapitulación comienza en sol mayor en el compás 140.

### II. Adagio sostenuto
Escrito en Do mayor el movimiento usa también la forma sonata. Tiene un carácter similar a un himno y se ha comparado con los movimientos lentos de la Sinfonía Júpiter de Mozart y la Sinfonía 99 del propio Haydn.

### III. Menuetto. Presto
El tercer movimiento en sol mayor es el minueto, pero, de manera inusual en un minueto escrito en este momento, la indicación de tempo es Presto, lo que le da la sensación de un scherzo cuando se toca. La sección de trío es más lírica y cuenta con el primer violín tocando un Ländler acompañado de un pizzicato.

### IV. Allegro ma non troppo
Un final, alla breve en forma sonata, está escrito en sol menor en lugar del esperado sol mayor, lo que produce un ambiente inusual y más oscuro hasta que regresa sol mayor para la coda del movimiento.

## N.º 2 ("Quintas")
Este cuarteto en re menor está numerado como n.º 61, n.º 41 (en la FHE) y Hob. III:76. En una referencia a las quintas perfectas descendentes del principio, se conoce como el cuarteto de las Quintas (o, en alemán, Quinten). Los movimientos son:

### I. Allegro
Está escrito en re menor y en forma sonata . El motivo de las quintas descendentes domina la sección de exposición y aparece en gran medida en la sección de desarrollo utilizando la inversión, el stretto y otros recursos.

### II. Andante o più tosto allegretto
Es una forma de variación ternaria en re mayor y compás de 6
8 .

### III. Menuetto. Allegro ma non-troppo
En compás de 3
4. Es inusual porque el movimiento está escrito como un canon y la sección del trío está escrita en la tonalidad tónica mayor en lugar de una tonalidad relativa (en re mayor). Se le ha llamado el "minueto de las brujas" (" Hexenminuett "). El minueto es en realidad un canon de dos partes: los dos violines tocan (en octavas paralelas) por encima de la viola y el violonchelo (que también tocan en octavas paralelas) y que siguen un compás detrás de los violines. Haydn usó previamente un canon de dos partes con la cuerda inferior detrás de las cuerdas superiores un solo compás en el minueto de su Sinfonía n.º 44.

### IV. Vivace assai
El último movimiento, en re menor y compás de 2
4, usa también la forma sonata  y termina en re mayor.

## N.º 3 ("Emperador")
El Cuarteto No. 62 en do mayor, op. 76, n.º 3, Hob. III:77, ostenta el sobrenombre de Emperador (o Kaiser), porque en el segundo movimiento hay un conjunto de variaciones sobre Gott erhalte Franz den Kaiser (Dios salve al emperador Francisco), un himno que el compositor escribió para el emperador Francisco II, y que más tarde se convirtió en el himno nacional del Imperio austríaco y de Austria-Hungría. Esta misma melodía es conocida por los oyentes modernos por su uso posterior en el himno nacional alemán, el Deutschlandlied, que se ha utilizado desde la era de la República de Weimar. El cuarteto consta de cuatro movimientos:
El primer movimiento Allegro del cuarteto está en la tonalidad principal de do mayor y está escrito en forma sonata. El segundo movimiento Poco adagio; cantabile, en sol mayor, está en forma de variación estrófica, con el Himno del emperador (Kaiserhymne) como tema. El tercer movimiento Menuetto; allegro, en do mayor y la menor, es un minueto y trío estándar. El cuarto movimiento Finale; presto, en do menor y do mayor, está en forma sonata.

Samuel Adler ha destacado al segundo movimiento de esta obra como ejemplo destacado de partitura para instrumentos de cuerda, observando que la variación final del movimiento:
Esta sección es una maravillosa lección de orquestación, ya que con demasiada frecuencia los extremos del rango se desperdician demasiado pronto en una obra y, como resultado, la construcción final es decepcionante. El otro factor formal a tener en cuenta es que toda la estructura es una acumulación de elementos que han entrado lentamente en el esquema armónico y contrapuntístico en el curso de las variaciones y se han convertido en una parte natural del planteamiento [es decir, del tema].

## N.º 4 ("Amanecer")
El Cuarteto No. 63 en Si ♭ mayor, Op. 76, n.º 4, recibe el sobrenombre de Amanecer debido al tema ascendente sobre acordes sostenidos que comienza el cuarteto. Consta de cuatro movimientos:
- I. Allegro con spirito
- II. Adagio
- III. Menuetto. Allegro
- IV. Finale. Allegro, ma non-troppo

### Análisis del primer movimiento
Exposición
La apertura del movimiento comienza de una manera que aparentemente contradice la marca allegro con spirito. El segundo violín, la viola y el violonchelo sostienen un acorde tónico mientras el primer violín toca la melodía (el motivo del "amanecer"). En el compás 7, los mismos instrumentos sostienen un acorde de séptima dominante mientras que el primer violín vuelve a tocar un solo ascendente encima. En el compás 22, todos los instrumentos alcanzan el forte, y el carácter de allegro con spirito se hace evidente a través del movimiento de semicorcheas y el vivo intercambio de octavas en staccato entre las partes. En el compás 37, regresa el tema de apertura del "amanecer", esta vez con el solo en el violonchelo y los acordes sostenidos en los violines y la viola. La animada sección de semicorcheas regresa en el compás 50, comenzando con semicorcheas en el violonchelo que se mueven hacia la viola y, finalmente, a los violines. En el compás 60, todos los instrumentos bajan a piano para una sección de corcheas en staccato de seis compases antes de saltar a un fortissimo de semicorcheas en el compás 66 para terminar la exposición.
Desarrollo
El desarrollo en el compás 69 comienza con la misma textura que la apertura del movimiento: el segundo violín, la viola y el violonchelo que sostienen un acorde mientras el primer violín toca un solo encima. El primer acorde, sostenido desde los compases 69–72, es un acorde de re menor, el relativo menor de la dominante, fa mayor. El segundo acorde, sostenido desde los compases 75–79, es un acorde de séptima disminuida, que se resuelve en sol menor en el compás 80, lo que significa el regreso de las semicorcheas en el movimiento. Los siguientes cinco compases giran en torno a sol menor, solo para modular a mi ♭ mayor en el compás 86. La tonalidad mayor dura solo dos compases y cambia a fa menor en el compás 88, fa ♯ disminuido en el 89 y sol menor en el compás 90. En el compás 96, los violines tocan corcheas en staccato seguidas de silencios, mientras que la viola y el violonchelo completan los silencios de corcheas de los violines con sus propias corcheas. Esto establece un patrón para el resto de la sección de desarrollo, en la que un instrumento, principalmente el primer violín (en los compases 98 a 102), completa un silencio de corchea con una corchea solitaria, dando así a cada compás una pulsación.
A lo largo de esta sección, la dinámica desciende gradualmente de fuerte a pianissimo por medio de un poco a poco decrescendo. Cuando finalmente se alcanza el pianissimo en el compás 105, comienza la vuelta a la recapitulación, que termina en el acorde de séptima dominante de la tonalidad original, si ♭ mayor.
Recapitulación
En el compás 108 la recapitulación comienza justo como el comienzo de la exposición, con el segundo violín, la viola y el violonchelo tocando un acorde tónico mientras el primer violín toca el motivo del "amanecer" sobre él. En el compás 135, la sección de semicorcheas marcando el allegro con spirito regresa en el primer violín, puntuada por corcheas en staccato en los otros instrumentos. Las semicorcheas se intercambian con el segundo violín, que culmina en un unísono de todos los instrumentos en el compás 140. Después de esto, el tema de apertura regresa de nuevo, con una línea solista que comienza con el violonchelo y avanza a través de la viola hasta el segundo violín. En el compás 151, todos van en crescendo hasta el tema de semicorcheas que regresa en el compás 152.
En el compás 162, regresa la sección de compensación de corcheas en staccato, en la clave tónica y la dinámica piano. Un fortissimo aparece en el compás 172, comenzando la entrada en el acorde de 7 fermata. Comenzando en el siguiente compás, la viola y los dos violines se pasan el motivo del "amanecer" de apertura por un compás a la vez, mientras que los instrumentos restantes sostienen los acordes. La tónica regresa en el compás 181, con un breve adelanto del tema de corchea staccato, para ser reemplazada por las semicorcheas tocadas por todos los instrumentos en la dinámica del final fortissimo. En los últimos tres compases, los cuatro instrumentos tocan una sucesión de acordes de la tónica si ♭ mayor.

## N.º 5 ("Largo", "Friedhofsquartett")
El Cuarteto n.º 64 en re mayor, op. 76, No. 5, consta de cuatro movimientos:
El primer movimiento (en re mayor, en tiempo de 6
8) se aparta de la forma sonata de los primeros cuatro cuartetos del opus y plantea lo que Robin Golding describe como "variaciones poco ortodoxas". El segundo movimiento, un largo escrito en fa ♯ mayor, si está en forma de sonata. El tercer movimiento, en re mayor y en re menor, es un minueto y un trío estándar, mientras que el cuarto movimiento en re mayor, presto cortado, tiene una forma sonata irregular.
El cuarteto op 76, n.º 5, ha sido apodado Largo y Friedhofsquartett (Fúnebre). Ambos apodos se derivan de su movimiento lento, que domina la obra.
"[Se] llama Cuarteto Fúnebre porque el segundo movimiento... a menudo se toca en los entierros", escribe Sonia Simmenauer en su libro Must It Be?: Life in a Quartet.
"El enfoque y el núcleo de la obra es el Largo extendido en la tonalidad inusual y remota de Fa ♯ mayor", comenta el periodista musical alemán Felix Werthschulte. "Es un lamento melancólico hermoso... el tema principal resuena, pero se vuelve más y más silencioso, antes de que la música finalmente se apague. Una despedida en tonos: afligidos, pero también solemnes y dignos". Werthschule agrega que el movimiento "a veces todavía se toca en los servicios fúnebres, porque la música no solo suena triste, sino que también brinda consuelo".

## N.º 6
El Cuarteto n.º 65 en Mi ♭ mayor, Op. 76, No. 6, consta de cuatro movimientos:
- Allegretto – Allegro

- Fantasia.  Adagio

- Menuetto.  Presto

- Finale.  Allegro spiritoso

Este cuarteto de cuerda se aparta de las normas comunes de los cuartetos de cuerdas de su tiempo, incluidas algunas innovaciones como el cambio de compases, temas improvisados y la ruptura de formas tradicionales como la forma sonata y las formas binarias y la cita de un tema completo de otro cuarteto de cuerda.

### I. Allegretto – Allegro
Está escrito en tiempo de 2
4, y en vez de emplear la típica forma sonata, está escrito en la forma de variación estrófica.

### II. Fantasía. Adagio
Es una fantasía escrita en la tonalidad de Si mayor en tiempo de 3
4. Según Keller, autor de The Great Haydn Quartets, el compositor cita en un tono diferente su propio segundo movimiento de  Cuarteto "Amanecer" Op. 76, núm. 4. De hecho, los dos motivos básicos son idénticos, aparte de la diferencia en la firma clave. Además, en ambas piezas, la viola y el violonchelo tocan en sucesión ligada las notas en los grados de escala 3, 4, 3 y 1, 2 y 1, respectivamente. Todo esto ocurre mientras el segundo violín mantiene el quinto grado de la escala durante la duración del compás.

### III. Menuetto. Presto
Es una forma de minueto en tiempo de 3
4 empleando una forma antigua en la que la sección de minueto está en la forma binaria estándar, mientras que una sección alternativa (una sola sección no repetida) reemplaza al trío que es más común (en forma binaria con dos secciones repetidas). La sección alternativa se basa en una serie de escalas yámbicas ascendentes y descendentes donde Haydn invierte la instrumentación del primer violín al violonchelo y luego del violonchelo al primer violín varias veces.

### IV. Final. Allegro espirituoso
Es un final frenético, también en tiempo de 3
4. Está compuesto en forma sonata. "Esta es una música completamente fascinante, que siempre engaña al oyente sobre dónde viene el ritmo principal".